# Батирево (Батиревський район)
Ба́тирево (рос. Батырево, чув. Патăрьел) — село, центр Батиревського району Чувашії, Росія. Адміністративний центр Батиревського сільського поселення.
Населення — 5431 особа (2010; 5702 у 2002).
Національний склад:
- чуваши — 83 %